# Distrikt Huaribamba
Der Distrikt Huaribamba liegt in der Provinz Tayacaja in der Region Huancavelica im Südwesten von Zentral-Peru. Der Distrikt entstand in den Gründungsjahren der Republik Peru. Am 20. Dezember 2015 wurde der Nordwesten des Distrikts abgetrennt und dem neu gegründeten Distrikt Pichos sowie dem schon vorhandenen Distrikt Pazos zugeschlagen. Der Distrikt Huaribamba besitzt aktuell eine Fläche von etwa 150 km². Beim Zensus 2017 wurden 3168 Einwohner gezählt. Sitz der Distriktverwaltung ist die 2996 m hoch gelegene Ortschaft Huaribamba mit 556 Einwohnern (Stand 2017). Huaribamba befindet sich 15 km nordnordwestlich der Provinzhauptstadt Pampas.

## Geographische Lage
Der Distrikt Huaribamba liegt in der peruanischen Zentralkordillere im zentralen Nordwesten der Provinz Tayacaja. Das Gebiet wird nach Osten über Río Acocra und Río Huanchuy zum Río Mantaro hin entwässert.
Der Distrikt Huaribamba grenzt im Westen an den Distrikt Pazos, im Nordwesten an den Distrikt Pichos, im Norden an den Distrikt San Marcos de Rocchac, im Nordosten an den Distrikt Salcabamba, im Südosten an die Distrikte Daniel Hernández, Santiago de Tucuma und Ahuaycha sowie im Südwesten an den Distrikt Acraquia.

## Ortschaften
Im Distrikt gibt es neben dem Hauptort folgende größere Ortschaften:
- Anta (474 Einwohner)
- Ayacancha (281 Einwohner)
- Santa Cruz de Huallarqui (387 Einwohner)
- Santa Cruz de Inyac (396 Einwohner)